# شورتندی
شورتندی (قزاقی: Шортанды) یک سکونتگاه مسکونی در قزاقستان است که در استان آق‌مولا واقع شده‌است. شورتندی ۶۰۶۰ نفر جمعیت دارد.